# Хішам Маху
Хішам Маху (фр. Hicham Mahou, нар. 2 липня 1999, Ніцца) — французький футболіст, нападник швейцарського «Лугано».
Виступав за юнацьку збірну Франції.

## Клубна кар'єра
Народився 2 липня 1999 року в Ніцці. Вихованець футбольної школи місцевого однойменного клубу.
У дорослому футболі дебютував 2017 року виступами за його другу команду, представника Аматорського чемпіонату Франції. По ходу сезону 2016/17 дебютував в іграх за головну команду «Ніцці».
Протягом частини 2020 року на правах оренди грав за «Ред Стар», а 2021 року перейшов до швейцарської «Лозанни».
2022 року перебрався до лав іншої швейцарської команди, «Лугано».

## Виступи за збірну
2014 року дебютував у складі юнацької збірної Франції (U-16), загалом на юнацькому рівні взяв участь у 8 іграх.

## Статистика виступів

### Статистика клубних виступів
Станом на 12 травня 2021
| Сезон             | Команда           | Чемпіонат         | Чемпіонат | Чемпіонат | Національний кубок | Національний кубок | Національний кубок | Континентальні кубки | Континентальні кубки | Континентальні кубки | Інші змагання | Інші змагання | Інші змагання | Усього | Усього | Усього |
| Сезон             | Команда           | Ліга              | Ігор      | Голів     | Ліга               | Ігор               | Голів              | Ліга                 | Ігор                 | Голів                | Ліга          | Ігор          | Голів         | Ігор   | Голів  |        |
| ----------------- | ----------------- | ----------------- | --------- | --------- | ------------------ | ------------------ | ------------------ | -------------------- | -------------------- | -------------------- | ------------- | ------------- | ------------- | ------ | ------ | ------ |
| 2015–16           | «Ніцца-2»         | АЧФ               | 2         | 0         |                    | -                  | -                  |                      | -                    | -                    |               | -             | -             | 2      | 0      |        |
| 2016–17           | «Ніцца-2»         | АЧФ               | 15        | 2         |                    | -                  | -                  |                      | -                    | -                    |               | -             | -             | 15     | 2      |        |
| 2017–18           | «Ніцца-2»         | АЧФ               | 21        | 2         |                    | -                  | -                  |                      | -                    | -                    |               | -             | -             | 21     | 2      |        |
| 2018–19           | «Ніцца-2»         | АЧФ               | 19        | 4         |                    | -                  | -                  |                      | -                    | -                    |               | -             | -             | 19     | 4      |        |
| 2019–20           | «Ніцца-2»         | АЧФ2              | 10        | 2         |                    | -                  | -                  |                      | -                    | -                    |               | -             | -             | 10     | 2      |        |
| 2016–17           | «Ніцца»           | Л1                | 1         | 0         | КФ+КЛ              | 1+0                | 0                  | ЛЄ                   | 1                    | 0                    |               | -             | -             | 3      | 0      |        |
| 2017–18           | «Ніцца»           | Л1                | 3         | 0         | КФ+КЛ              | 1+0                | 0                  | ЛЧ                   | 0                    | 0                    |               | -             | -             | 4      | 0      |        |
| 2018–19           | «Ніцца»           | Л1                | 0         | 0         | КФ+КЛ              | 1+0                | 0                  |                      | -                    | -                    |               | -             | -             | 1      | 0      |        |
| 2019–20           | «Ред Стар»        | НЧ                | 4         | 0         | КФ+КЛ              | 0                  | 0                  |                      | -                    | -                    |               | -             | -             | 4      | 0      |        |
| 2020–21           | «Ніцца-2»         | АЧФ2              | 6         | 1         |                    | -                  | -                  |                      | -                    | -                    |               | -             | -             | 6      | 1      |        |
| 2020–21           | «Ніцца»           | Л1                | 2         | 0         | КФ                 | 0                  | 0                  | ЛЄ                   | 1                    | 0                    |               | -             | -             | 3      | 0      |        |
| 2020–21           | «Лозанна»         | ЧШ                | 19        | 2         | КШ                 | 1                  | 0                  |                      | -                    | -                    |               | -             | -             | 20     | 2      |        |
| Усього за кар'єру | Усього за кар'єру | Усього за кар'єру | 102       | 13        |                    | 4                  | 0                  |                      | 2                    | 0                    |               | -             | -             | 108    | 13     |        |